# Piz Mez
Piz Mez är en bergstopp i Schweiz.   Den ligger i regionen Albula och kantonen Graubünden, i den östra delen av landet, 170 km öster om huvudstaden Bern. Toppen på Piz Mez är 2 718 meter över havet, eller 86 meter över den omgivande terrängen. Bredden vid basen är 0,87 km.
Terrängen runt Piz Mez är huvudsakligen bergig, men den allra närmaste omgivningen är kuperad. Trakten runt Piz Mez är nära nog obefolkad, med mindre än två invånare per kvadratkilometer.. Närmaste större samhälle är Thusis, 19,5 km norr om Piz Mez. 
Trakten runt Piz Mez består i huvudsak av gräsmarker.